# Leo Hoegh
Leo Arthur Hoegh (Audubon, Iowa, 30 de marzo de 1908- 15 de julio de 2000) fue un político estadounidense, miembro del Partido Republicano. Fue el 33.er gobernador de Iowa desde 1955 hasta 1957.